# Estádio de futebol

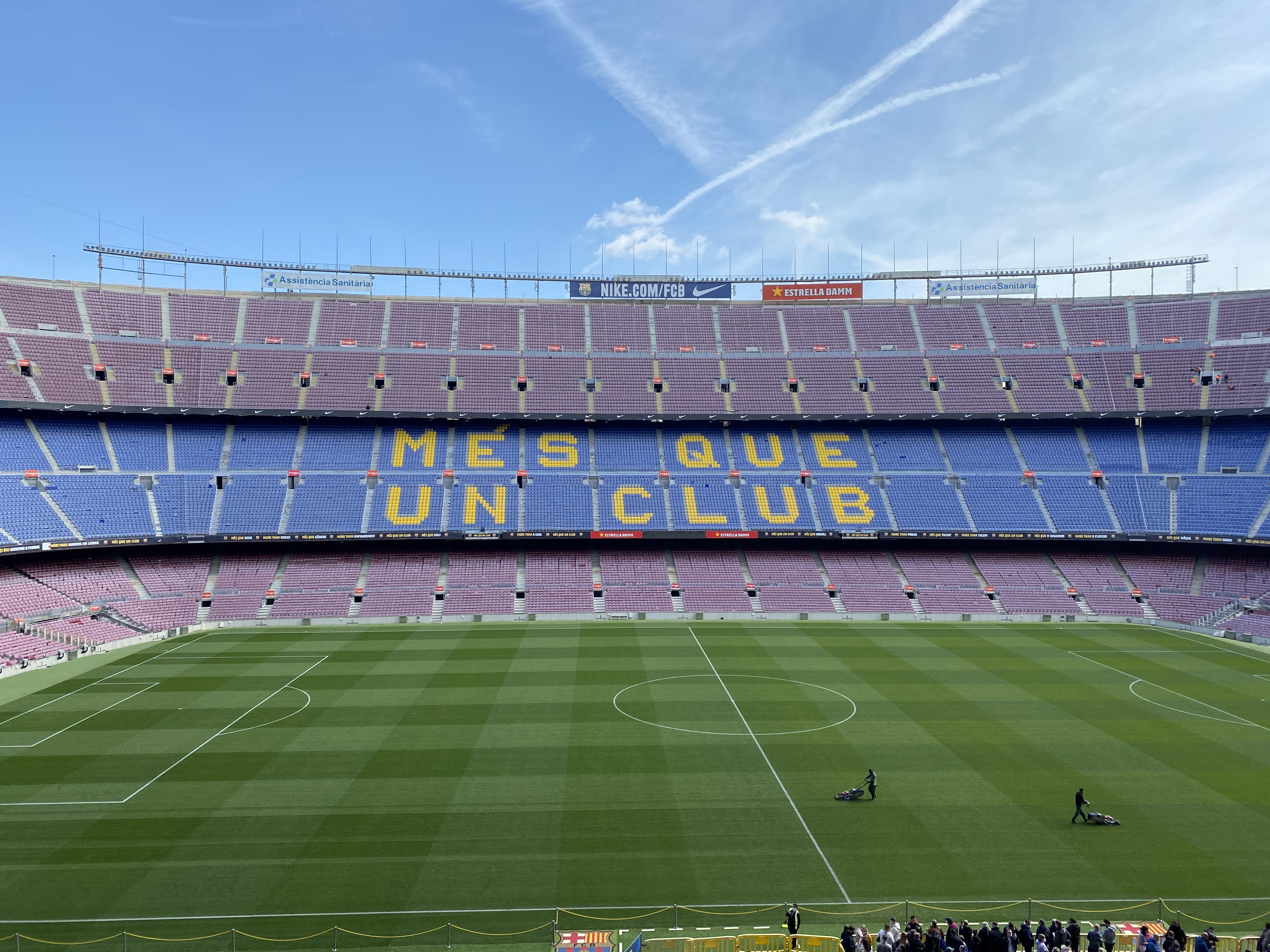
Inetrior do Camp Nou, estádio de futebol do FC Barcelona

Estádio de futebol é a edificação esportiva que abriga partidas de futebol, e, ocasionalmente, eventos culturais. Na era moderna, os estádios estão sendo criados para o conforto de seus torcedores e não como antigamente, quando os estádios eram criados para abrigar as maiores quantidades de espectadores.
A maioria dos estádios de futebol são propriedade dos clubes de futebol, mas existem também estádios construídos apenas para as seleções.

## História

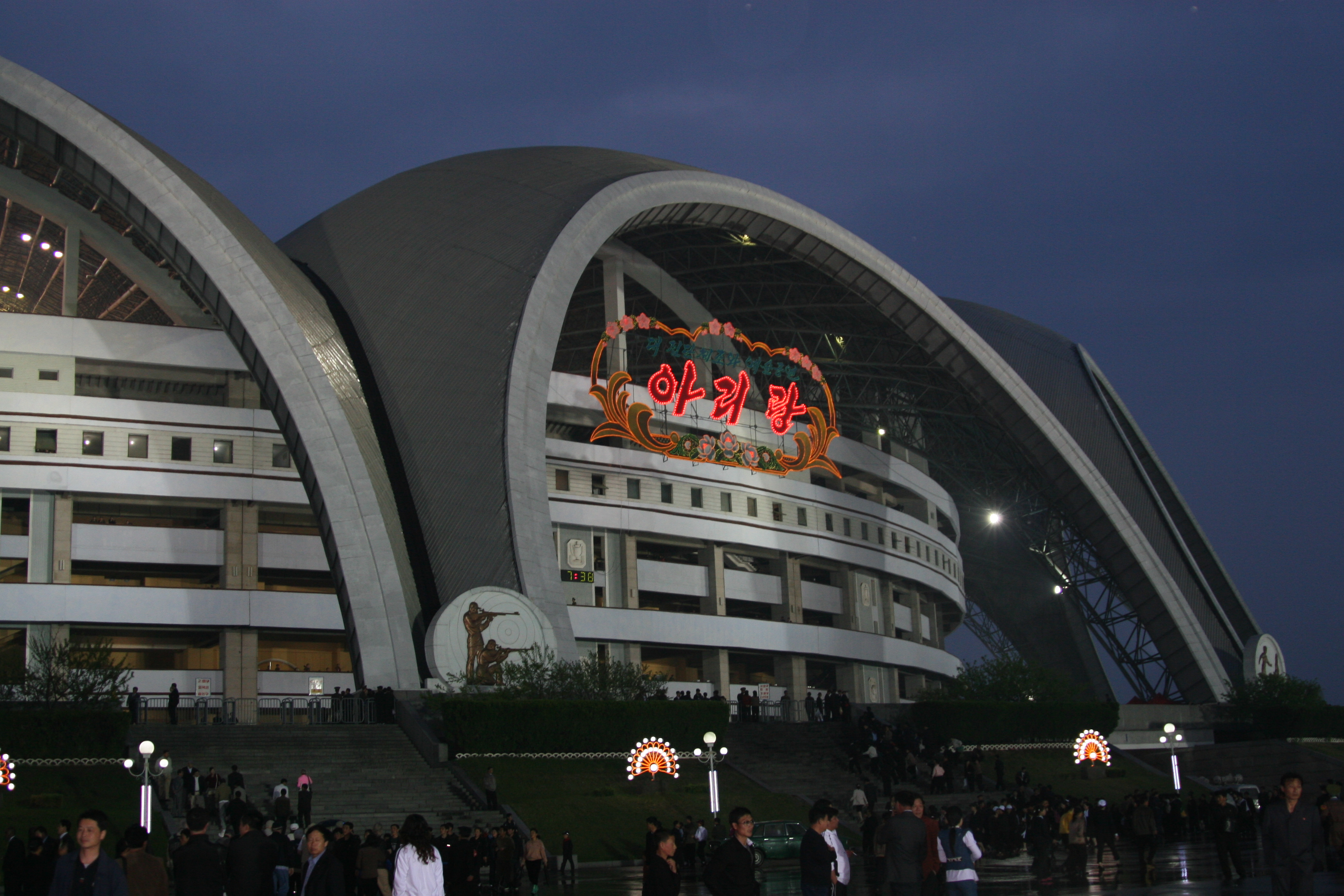
O Estádio Primeiro de Maio Rungrado, o maior do mundo, situado na Coreia do Norte.

Um dos primeiros estádios de futebol foram inaugurados ainda antes do século XX. Um dos mais conhecidos é o Stamford Bridge, localizado em Londres e inaugurado a 28 de abril de 1877, e que ainda hoje é usado pelo Chelsea FC.
O Antigo Estádio da Luz, inaugurado em 1 de dezembro de 1954 e demolido em 2003, foi o maior estádio da Europa e um dos maiores do mundo, inicialmente com uma capacidade de 40 mil lugares, depois atingindo uma capacidade recorde de 120 mil lugares em 1985. Era propriedade do SL Benfica, tendo lhe custado cerca de 12 milhões de escudos e tendo sofrido vários rebaixamentos e melhoramentos. Foi substituído pelo novo Estádio da Luz após a demolição.

No ano de 1989, é inaugurado o que é ser o atual maior estádio do mundo, o Estádio Rungrado May Day, na Coreia do Norte, com uma capacidade de 150 mil espetadores. Apesar da sua grandeza, é pouco utilizada para eventos desportivos e jogos de futebol, mas sim para festas, espetáculos e eventos culturais.

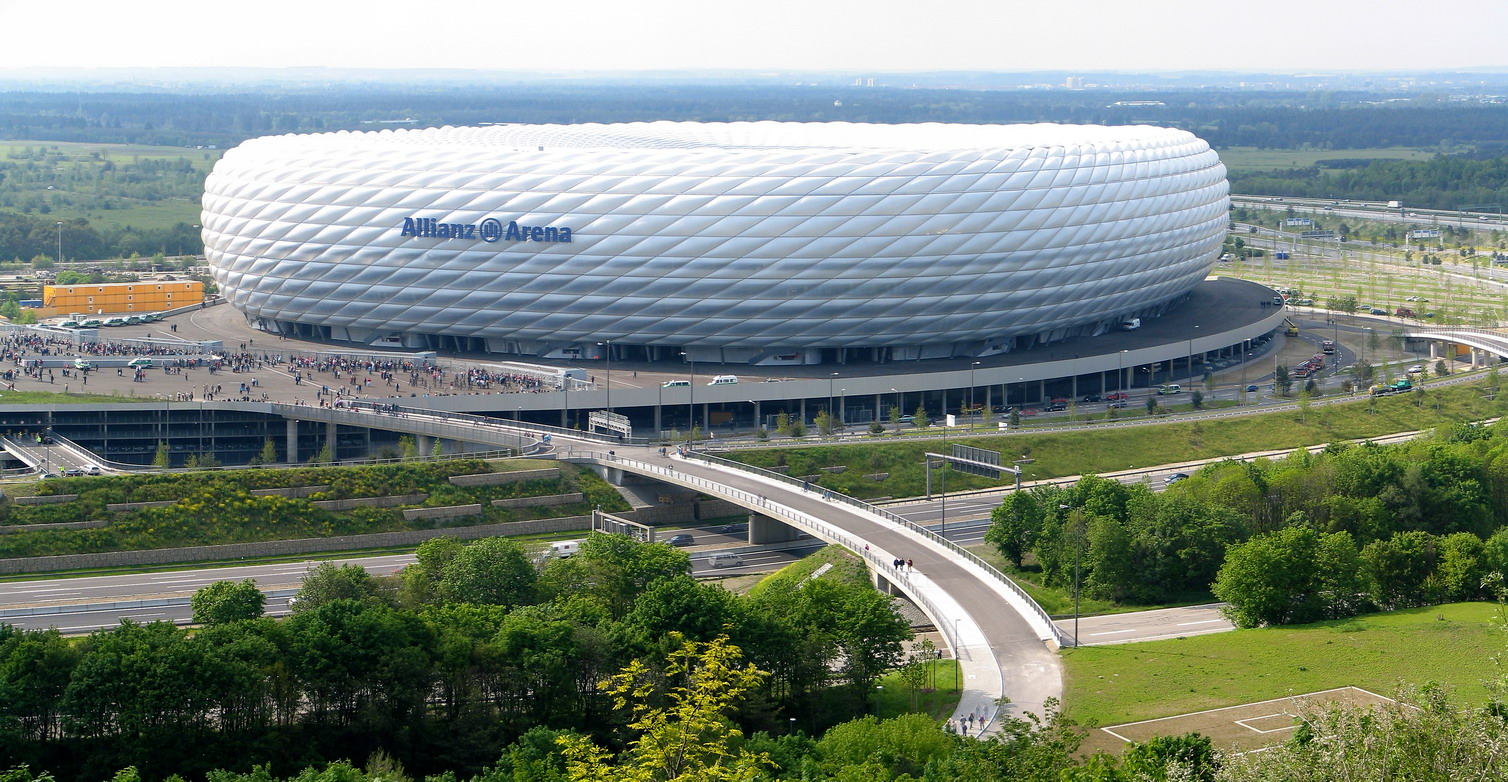
A Allianz Arena, um estádio diferente.

A 30 de maio de 2005, é inaugurado o Allianz Arena, com uma capacidade 75 mil espetadores. É propriedade do Bayern de Munique e do Munique 1860. Esse e o Mineirão (Estadio Governador Magalhães Pinto) são os unicos estádios no mundo que podem mudar de cor conforme a equipa que joga no estádio – vermelho para o Bayern de Munique, azul para o Munique 1860, e branco para a seleção nacional. Foi a partir de inícios do século XXI que os estádios começaram a ser criados para satisfazer os espectadores, sendo agora mais modernos e mais cômodos do que os antigos.
Atualmente, o Estádio da Luz, localizado em Lisboa é propriedade do Benfica, é o maior estádio português, e o Maracanã é o maior estádio brasileiro, inaugurado em 1950 e com uma capacidade de cerca de 78 mil lugares, servindo para jogos do Clube de Regatas Flamengo e do Fluminense Football Club.
Nos Estados Unidos, a criação de estádios específicos para futebol ajudou a popularizar a Major League Soccer. Anteriormente, os times de futebol jogavam em estádio multiusos, geralmente de Futebol americano, o que impedia a criação de uma identidade dos torcedores com os times. O primeiro a ser criado foi o Historic Crew Stadium do Columbus Crew Soccer Club.

## Galeria

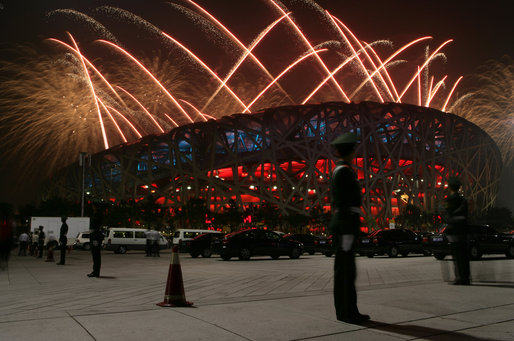
Ninho de Pássaro em Pequim.
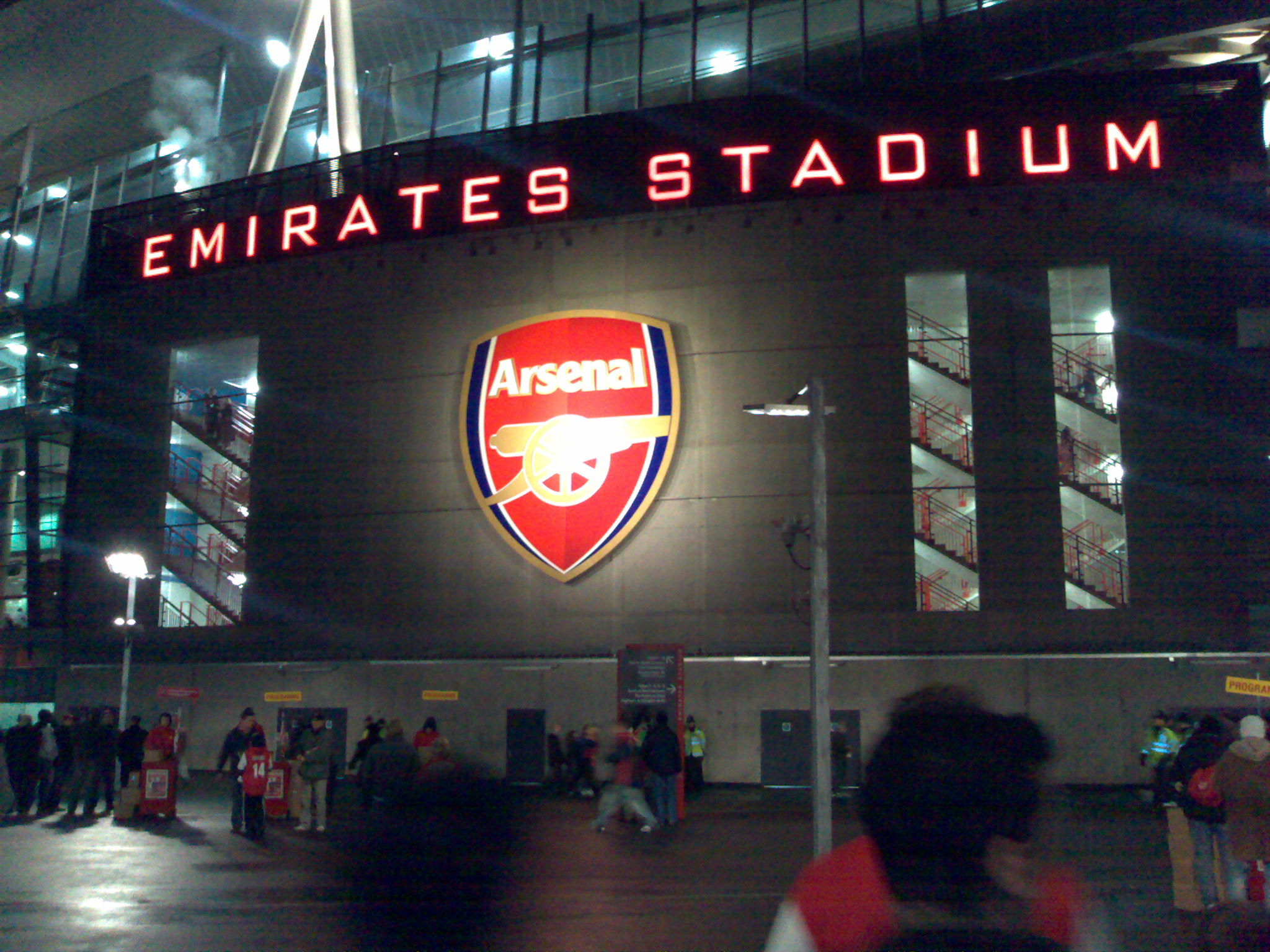
Emirates Stadium em Londres.
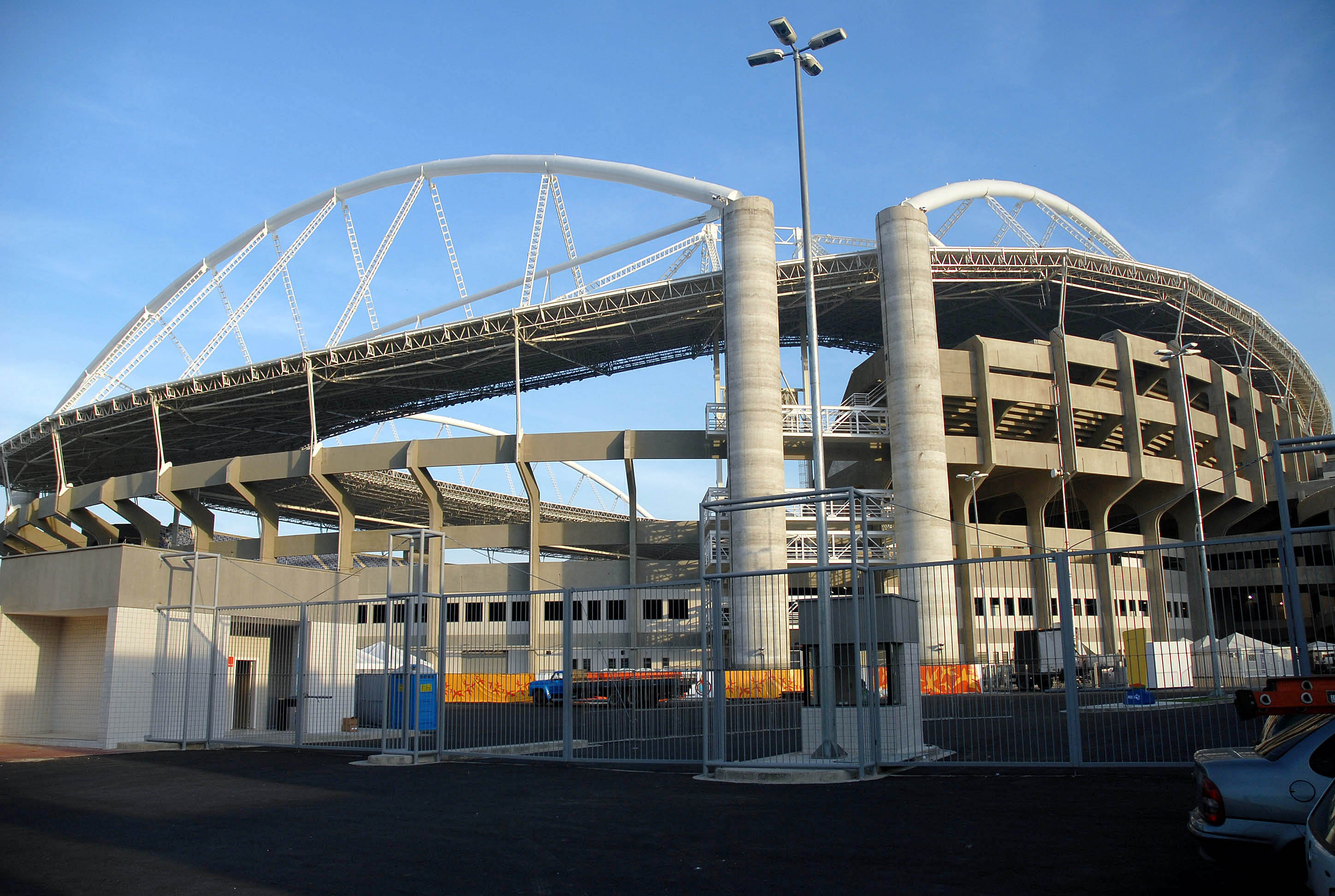
Engenhão no Rio de Janeiro.
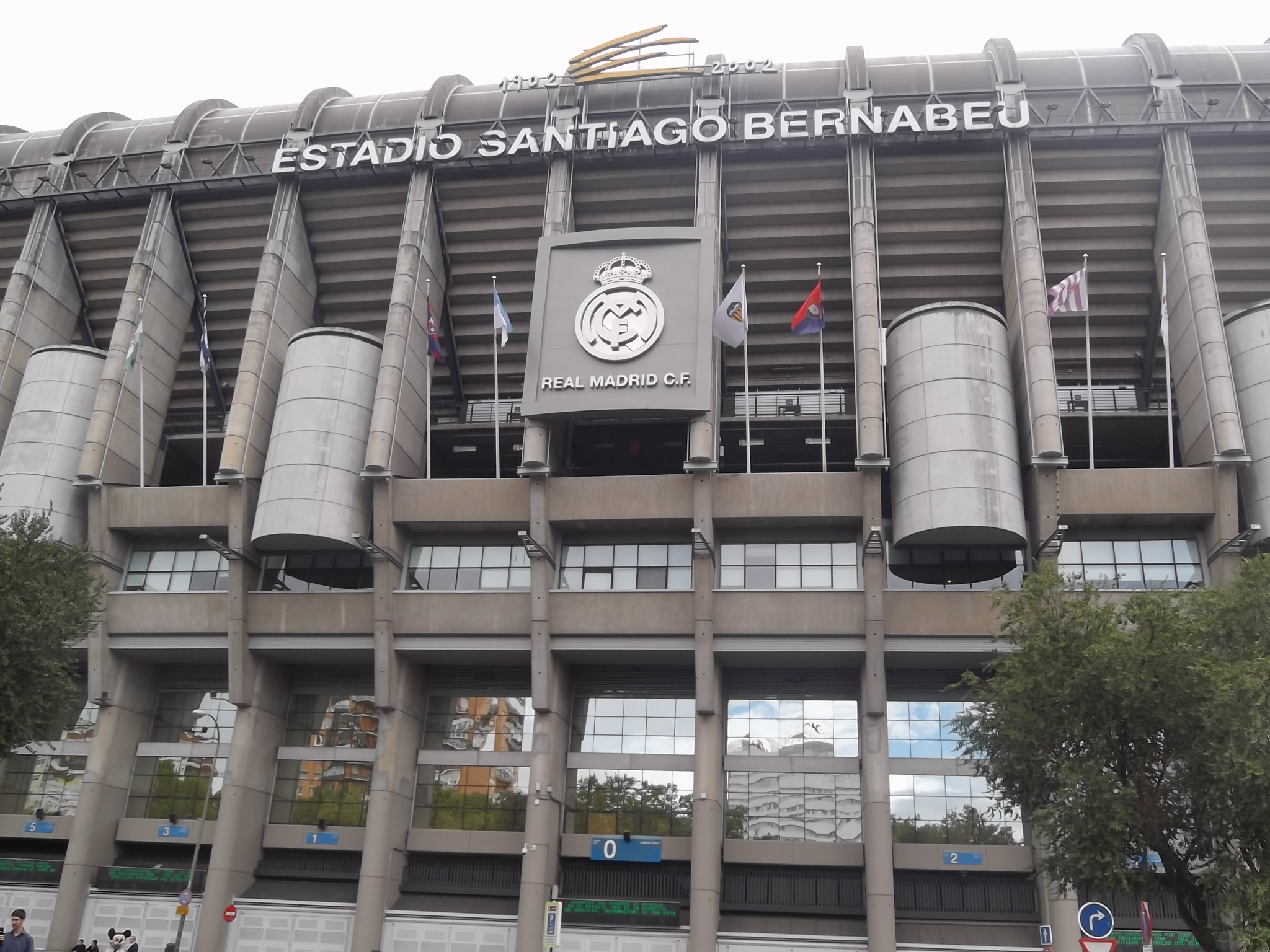
Santiago Bernabéu em Madrid.
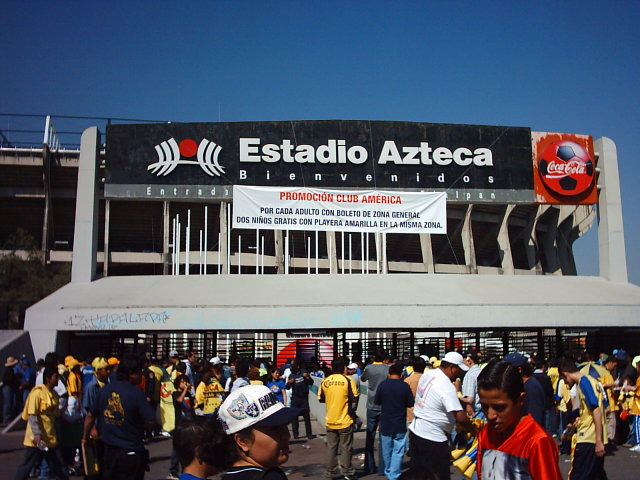
Estádio Azteca na Cidade do México.
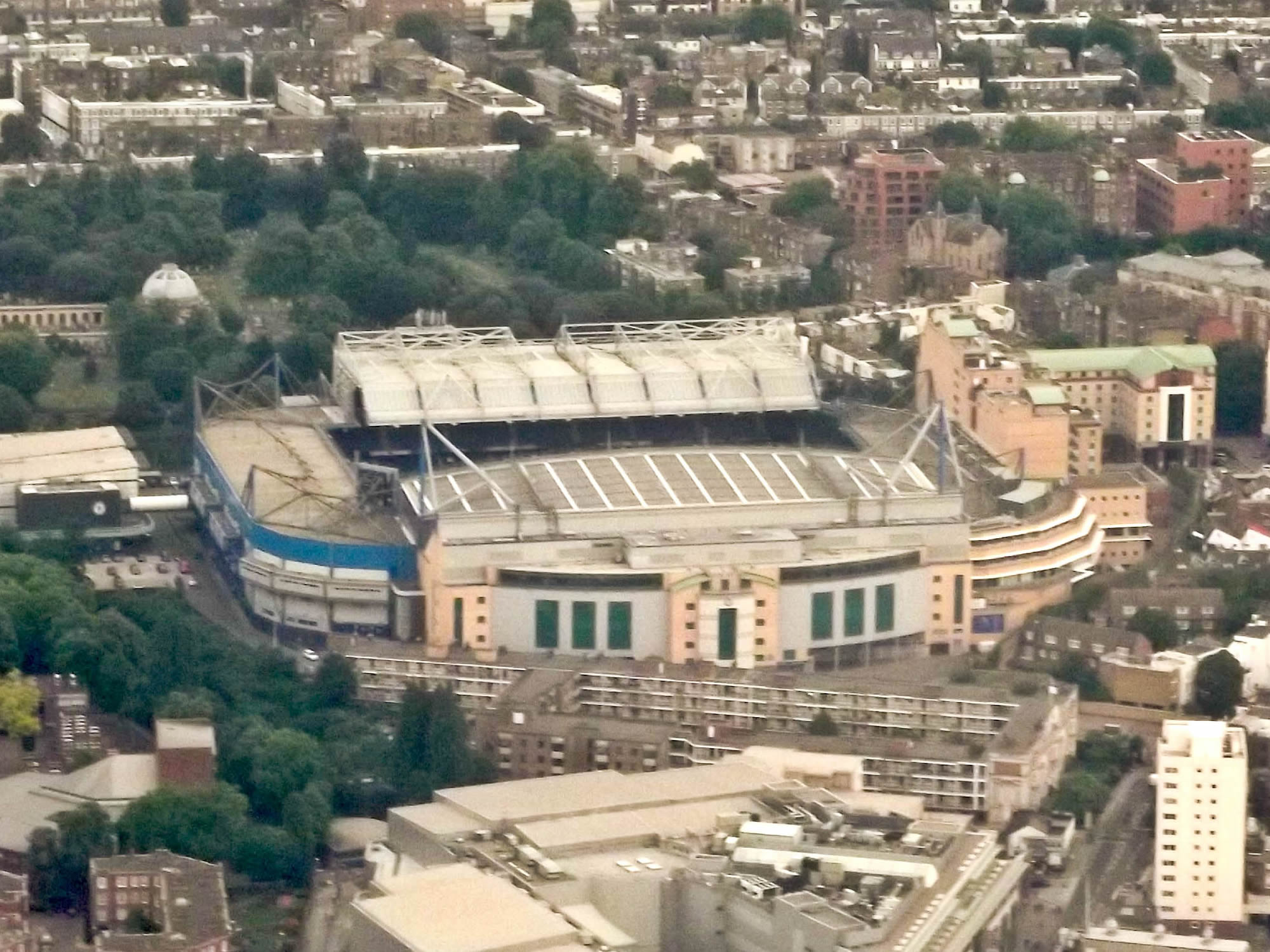
Stamford Bridge em Londres.